# القاهرة والناس (مسلسل)

القاهرة والناس (مسلسل تلفزيوني مصري)

القاهرة والناس مسلسل اجتماعي مصري  للمخرج محمد فاضل (مخرج)، صدرت حلقته الأولي في أكتوبر 1967، وقدم 84 حلقة  وكان يتناول حكايات منفصلة مدة الحلقة نصف ساعة وهي عن طبيعة العلاقات الأسرية والاجتماعية سواء بالمنزل أو المدرسة أو الجامعة أو مكان العمل، وحملت كل حكاية عنوانا منفصلا منها: الدكتور عبده - بنات بنات بنات - ليالي الحب والجواز - والله واتجمعنا تانى يا قمر - الدلوعة والناس - أجازات أجازات أجازات - ماحدش مستريح - مسألة هيافة - أغنية للوطن - أجازة سعيدة - اشمعنى أنا - أهلا يا قطة - الجريمة والعقاب - صوتك أغلى من الدهب – كفر الغلابة.
صدرت الحلقة الأولى على شاشة التليفزيون المصري في أكتوبر 1967.
منح موقع قاعدة بيانات الأفلام العربية «السينما.كوم» المسلسل درجة 5.8/ 10.

## طاقم التمثيل
نور الشريف - صفيه العمرى - بوسى - ليلى طاهر - ماجده الخطيب - عفاف شعيب - محمود ياسين - صلاح قابيل - نورا - شهيرة - ملك الجمل - وجدى العربي - كريمة مختار - تهاني راشد - محمد وفيق - فاطمة مظهر - محمد الدفراوي - نادية رشاد - محمود الزهيري - عبد السلام محمد - المرسي أبو العباس - محمد العربي - عبد الرحيم الزرقاني - هالة فاخر - هادي الجيار

## الإنتاج
قال المخرج محمد فاضل في حوار تلفزيوني مع الإعلامي سمير صبري: «كان المسلسل يتطرق إلى أسرة متوسطة المستوى، نرصد من خلالها مشاكل المجتمع المصرى عقب نكسة 1967، وما تعرض له هذا المجتمع وأطيافه بعدها»، وعن اختيار الفنانين، قال فاضل: «طلبت تأخير التصوير لمدة قصيرة حتى استطيع اكتشاف طلاب موهوبين من معهد الفنون المسرحية، وبالفعل اخترت نور الشريف وأشرف عبد الغفور وناهد رشاد»، وتابع فاضل: «في عام 1965 أي قبل النكسة بعامين عملت مع نور الشريف تمثيلية قصيرة وقال بها 4 جمل فقط، وتعرفت عليه من خلال مصطفى الدمرداش، شقيق المخرج نور الدمرداش»، ومن جانبه قال نور الشريف: «أتذكر جيدا اختيار المخرج محمد فاضل لى لمسلسل» القاهرة والناس«والجميع يعلم أن هذا المسلسل هو حجر الأساس في حياتى، ولا يوجد مشروع لأى شيء إلا بحجر أساس، ووقتها كنت مرعوب أنه مايخترنيش».
قامت مجلة الكواكب بحوار مع أشرف عبد الغفور ونشرته بتاريخ 21 ديسمبر 1971، وبرر أشرف عبد الغفور عدم لمعانه في السينما مثل نور الشريف قائلا:  في مسلسل «القاهرة والناس» قدمت شخصية عادل التي يقوم بها الفنان نور الشريف شخصية مثالية نادراً ما توجد في حياتنا، وبديهي في مجتمعنا بطبيعة التكوين والحياة أن يكون هناك شخص فاسد في المظهر ومتسلق يكون مألوف أمام المجتمع، هذه الشخصية شخصية سامي التي مثلت دوره أنا"، ويكمل أشرف عبد الغفور حديثه: "فمن الطبيعي أن تنمو العلاقة العاطفية بين الجمهور وشخصية عادل"،  ويؤكد أشرف أنه قبل الدور رغم علمه خطورة الشخصية، ويقول إن نفور المشاهدين تجاه شخصية سامي هذا دليل على نجاحه كفنان، فلو تعاطف الناس معه لفشل ويقول إن خير دليل الفنان العملاق محمود المليجي مثل أعمق أدوار الشر ولكن الناس يحبونه، وقال: "إن شخصية سامي في الجزء الثالث تغيرت بعد تخرجه من الكلية"، ويعتقد أن المشاهدين سيزداد تعاطفهم معه لأن الناس تقبل الصحيح وتنفر من الخطأ.
قال الناقد طارق الشناوي: «باح لى عبد العزيز مخيون كصديق أنه كان المرشح الأول لبطولة مسلسل» القاهرة والناس«إخراج محمد فاضل، والذى عُرضت أولى حلقاته مباشرة بعد نكسة 1967، حكى مخيون أن عميد معهد المسرح نبيل الألفى كان يحرص على دعوة كبار المخرجين والنقاد لمشاهدة مسرحيات الطلبة في سنواتهم النهائية حتى يمنحهم الفرصة للتعامل المباشر مع السوق، وأن محمد فاضل شاهده ورشحه لبطولة» القاهرة والناس«، بل سلم له ثلاث حلقات كتبها عاصم توفيق ومصطفى كامل، شعر مخيون أن باب السماء استجاب لدعائه، وكان موعدهم في اليوم التالى، واصطحب معه الحلقات التي دوّن بها عددًا من الملاحظات أو التساؤلات المتعلقة بالشخصية، إلا أنه قبل أن يدخل إلى مكتبه لمح ابن دفعته بالمعهد نور الشريف جالسًا مع فاضل، فلم يشأ أن يقتحم عليهما الجلسة وانتظر نصف ساعة، وعزّ عليه أن يسأل فاضل هل ترشيحه لا يزال قائما؟، ولهذا قرر أن يعيد إليه الحلقات وينتظر رد الفعل، فاحتفظ بها فاضل ووصلت الرسالة».
قالت الفنانة بوسي عن مسلسل «القاهرة والناس»: «أول دور ترك علامة عند الجمهور في مسلسل القاهرة والناس عام 1970، وكنت أول مرة أتعرف على نور الشريف الذي تقدم لخطبتي عقب الانتهاء من المسلسل، وكنت مازلت صغيرة عشان كده تم تأجيل الزواج حتى عام 1972».

## ذكريات المخرج عن المسلسل
كتب ماهر حسن من صحيفة "المصري اليوم" عن المخرج محمد فاضل: " كان مسلسله الاجتماعى "القاهرة والناس" أولى انطلاقاته القوية"، وعن سؤال الصحيفة "متى بدأت مشروع مسلسل القاهرة والناس؟" قال محمد فاضل: "في أكتوبر1967 بعد عودتى من ألمانيا، استدعانى سعد لبيب مدير عام البرامج وشوف المسؤولين كانوا بيتعاملوا مع الشباب إزاى.. طلب منى مسلسلاً اجتماعياً أسوة بمسلسل اجتماعي أمريكي اسمه "بيتون بليس" (مسلسل أمريكي بدأ عرضه في سنة 1964. عرض على هيئة الإذاعة الأمريكية. بلغ عدد مواسم المسلسل 5 مواسم، بلغ عدد حلقاته 514 حلقة) وبدأنا الإعداد ثم وقعت النكسة في 1967 فتوقفنا وبدأنا إعادة صياغة مضامين المسلسل من خلال أسرة ومواقف يومية وترك لى حرية اختيار فريق العمل فاخترت عاصم توفيق ومصطفى كامل وكانا من كتاب الدراما البارزين والمتميزين وكونا مجلس تحرير لمسلسل القاهرة والناس وبدأنا التحضير وكان يتعين أن يتزامن مع قضية عامة فلما وقعت النكسة في 1967 توقفنا وأعدنا النظر والكتابة في سياق يشبه تشريح أسباب النكسة فكتبنا حلقات أشبه بالحلقات النقدية السياسية بعدما كانت دراما اجتماعية فتحدثنا عن البيروقراطية وعدم وضع الرجل المناسب في المكان المناسب وعن النفاق بأشكاله وكانت كل حلقة يكتبها مؤلف واحد وكل حلقة لها موضوع محدد"، وعن سؤال: "هل بالفعل تعرض محتوى مسلسل القاهرة والناس للتعديل بعد وقوع النكسة؟، أجاب محمد فاضل قائلاً: "نعم، حدث هذا، وفرضته علينا الضرورة حيث بدأت أولى حلقاته في أكتوبر 1967 وكنا نذيع حلقة كل أسبوع وتعاد في يوم آخر من الأسبوع وكنا نجتمع كل أسبوعين لاختيار قضية نعرض لها لتكون معاصرة، عملنا حلقة عن الانتخابات بعنوان "صوتك أغلى من الدهب" تزامنا مع انتخابات الاتحاد الاشتراكي وقلنا إن من سيفوز في الانتخابات هو الذي معه المال، لم يمنعها أو يعترض عليها أحد وكان وقتها مدير ومراقب التمثيليات إبراهيم الصحن وكانت الحلقة من المؤلف للمخرج ويتم تصويرها وتذهب للميزانية لصرف مستحقات المشاركين ولا تعرض على الرقابة كانت تذهب فقط لمراقبة النصوص لتحصل على الختم كاستكمال للإجراءات ليس إلا كإجراء روتينى ولم تشطب جملة وكانت هناك حلقة بعنوان "كفرالغلابة" وتحدثنا فيها عما يحدث في الريف بطولة حمدى أحمد وعبد السلام محمد ولم تكن هناك رقابة عليها وهذه شهادتى للتاريخ وعملنا في أعوام 1967 و1968 وعام 1969 وتوقفنا عام 1970 لوفاة الرئيس جمال عبدالناصر ثم استأنفنا العمل في أواخرعام 1971 وكان لا بد من التغيير مجدداً لمواكبة الحدث وبدأنا العرض 1972 وعملنا حلقة اسمها "أغنية للوطن" تأليف عاصم توفيق وأنجزنا 84 حلقة، ولا يوجد منها حاليا بمكتبة التليفزيون إلا 17 حلقة فقط والباقى في مكتبات التليفزيونات العربية كالسعودية والكويت وليبيا ثم جاء أحد فرسان الإعلام "عبدالقادر حاتم" وهنا قالوا بحتمية العرض على الرقابة فرفضت وتوقفنا ثم أنجزت السباعيات".

## وصلات خارجية
القاهرة والناس (مسلسل) على موقع السينما
القاهرة والناس (مسلسل) على موقع دهليز
القاهرة والناس (مسلسل) على موقع المصري اليوم
القاهرة والناس (مسلسل) على موقع المصري اليوم
القاهرة والناس (مسلسل) على موقع كاروهات
- مسلسل القاهرة والناس على يوتيوب
- مسلسل القاهرة والناس على يوتيوب
- مسلسل القاهرة والناس على يوتيوب
- مسلسل القاهرة والناس على يوتيوب
- مسلسل القاهرة والناس على يوتيوب